# John O'Neill
Pour les articles homonymes, voir O'Neill.
John O'Neill (né le 11 mars 1958 à Londonderry) est un footballeur international nord-irlandais.
Il participe à la Coupe du monde 1986 au Mexique.